# فيليب كوكس
فيليب كوكس (بالإنجليزية: Philip Cox)‏ هو مهندس معماري أسترالي، ولد في 1 أكتوبر 1939 في نيوساوث ويلز في أستراليا.